# Comuna Ionești, Vâlcea
Ionești este o comună în județul Vâlcea, Oltenia, România, formată din satele Bucșani, Dealu Mare, Delureni, Fișcălia, Fotești, Guguianca, Ionești (reședința), Marcea și Prodănești.

## Descriere
Localitatea este deservită de gara cu același nume, situată pe linia Piatra Olt - Râmnicu Vâlcea - Podu Olt.
Primele scrieri despre comuna Ionești se regăsesc în anul 1392 unde se face referire la fostul sat București, astăzi regăsindu-se sub denumirea de Marcea, iar atestarea de Comuna Ionești datează din 1 aprilie 1494. Primele referiri la satul Ciorani, lângă Ionești, se regăsesc la 8 ianuarie 1572, satul Corbeni începând cu 1 ianuarie 1494, fostul sat Rascaeți, azi Delureni, din 28 noiembrie 1635, iar despre fostul sat Ohaba apar referiri din 1582.
Dovezi istorice arată că prin fostul sat Ioneștii-Govorii trecea drumul lui Traian, împăratul romanilor. Rămășițe se găsesc din loc în loc, fiind descoperite de săpături întâmplătoare sau organizate. Acest drum mergea paralel cu un alt drum, care trecea prin comuna Scundu, și care era numit „Drumul Sării”, fiind folosit pentru a se transporta sare din Ocnele Mari. Mai trebuie amintit că această comună a fost martoră a trecerii ultimelor rămășițe ale lui Tudor Vladimirescu după înfrângerea suferită la Drăgășani. Ca vecinătăți ale comunei regăsim la: sud – comuna Orlești, est – comuna Olanu și râul Olt, nord – comuna Sirineasa și orașul Babeni, vest – comuna Scundu. În documente se arată că până la 1882 s-a numit Ioneștii Minhului după numele boierului Minhu Bucsenescu.
Din anul 1882, primarul Alecu Popescu, care administra și comuna Ioneștii-Govorii, își mută reședința în satul Marcea, unde avea locuința și proprietatea personală. Satul Obeni, așezat pe Valea Oltului, în partea de miazănoapte a comunei avea ca și cătun aparținător cătunul Guguiencii. Satul Bucsani, așezat de asemenea în Valea Oltului, s-a format pe moșia lui Udrea zatreanu trecută lui Minhu Bucsenescu, de unde îi vine și denumirea. Acest sat a avut în componență cătunul Afumați, care purta anterior numele de Romaneasca, după numele unui boier care îl stăpânea. Numele afunați a fost folosit de învățătorul V. Georgescu, care, dorind să îi atragă pe locuitorii acestuia către școală și către banca Populară, a întâmpinat recalcitranța acestora. De la acest epitet a derivat ulterior numele cătunului.
Mai multe drumuri comunale și județene leagă comuna de artera principală, DN 64. Comuna este integral racordată la rețeaua electrică. Drumurile asfaltate reprezintă 40% din lungimea totală a căilor de comunicație locale. Din punct de vedere al comunicațiilor, există rețea de telefonie și rețea de televiziune prin cablu.

## Demografie
Componența etnică a comunei Ionești
     Români (92,74%)
     Alte etnii (0,05%)
     Necunoscută (7,2%)
Componența confesională a comunei Ionești
     Ortodocși (92,32%)
     Alte religii (0,32%)
     Necunoscută (7,36%)
Conform recensământului efectuat în 2021, populația comunei Ionești se ridică la 3.762 de locuitori, în scădere față de recensământul anterior din 2011, când fuseseră înregistrați 4.130 de locuitori. Majoritatea locuitorilor sunt români (92,74%), iar pentru 7,2% nu se cunoaște apartenența etnică. Din punct de vedere confesional, majoritatea locuitorilor sunt ortodocși (92,32%), iar pentru 7,36% nu se cunoaște apartenența confesională.

## Politică și administrație
Comuna Ionești este administrată de un primar și un consiliu local compus din 13 consilieri. Primarul, Constantin Neagoie[*],  politician independent, este în funcție din 2008. Începând cu alegerile locale din 2024, consiliul local are următoarea componență pe partide politice:
|  | Partid                          | Consilieri | Componența Consiliului | Componența Consiliului | Componența Consiliului | Componența Consiliului | Componența Consiliului | Componența Consiliului | Componența Consiliului |
|  | ------------------------------- | ---------- | ---------------------- | ---------------------- | ---------------------- | ---------------------- | ---------------------- | ---------------------- | ---------------------- |
|  | Partidul Național Liberal       | 7          |                        |                        |                        |                        |                        |                        |                        |
|  | Partidul Social Democrat        | 4          |                        |                        |                        |                        |                        |                        |                        |
|  | Alianța pentru Unirea Românilor | 2          |                        |                        |                        |                        |                        |                        |                        |

## Personalități
- Simona Patraulea (1931 - 2018), jurnalistă;
- Maria Dragomiroiu (n. 1955), interpretă de muzică populară;